# Natsume (empresa)

Logo de Natsume Co. Ltd.

Natsume Co.,Ltd. es una empresa japonesa de videojuegos con base en Shinjuku, Tokio, Japón. Fue fundada el 20 de octubre de 1987 y su actual eslogan es Dream Creator..
En octubre de 1988 creó su filial estadounidense Natsume Inc., con base en Burlingame, California. Su eslogan es Serious Fun.
Entre los juegos que ha publicado se encuentran S.C.A.T.: Special Cybernetic Attack Team, Wild Guns, Shadow of the Ninja, Lufia II: Rise of the Sinistrals y The Ninja Warriors. 

## Sagas destacadas

### Harvest Moon / Bokujō Monogatari
- Harvest Moon (Super Nintendo, 1997)
- Harvest Moon GB/GBC (Game Boy, Game Boy Color, 1997)
- Harvest Moon 64 (Nintendo 64, 1999)
- Harvest Moon 2 (Game Boy Color, 1999)
- Harvest Moon: Back to Nature (PlayStation, 2000)
- Harvest Moon For Girls (PlayStation, 2000)
- Harvest Moon 3 (Game Boy Color, 2000)
- Harvest Moon: Save the Homeland (PlayStation 2, 2001)
- Harvest Moon: Friends of Mineral Town (Game Boy Advance, 2003)
- Harvest Moon: A Wonderful Life (Nintendo GameCube, 2004)
- Harvest Moon: A Wonderful Life Special Edition (PlayStation 2, 2005)
- Harvest Moon: More Friends of Mineral Town (Game Boy Advance, 2005)
- Harvest Moon: Another Wonderful Life (Nintendo GameCube, 2005)
- Harvest Moon: Sprite Station for Girls (Nintendo DS, 2005)
- Bokujou Monogatari: Boy & Girl (PSP, 2005)
- Harvest Moon DS (Nintendo DS, 2006)
- Harvest Moon: Magical Melody (Nintendo GameCube, 2006)
- Bokujou Monogatari: Kimi to Sodatsu Shima (Nintendo DS, Próximamente)
- Harvest Moon (Wii, Próximamente)
- WILD    GUNS : SUPER NINTENDO
- Harvest Moon Online (PC, Próximamente)

### Legend of the River King / Kawa no Nushi Tsuri
- Kawa no Nushi Tsuri (Nintendo Entertainment System, 1990)
- Kawa no Nushi Tsuri 2 (Super Nintendo, 1995)
- Nushi Tsuri 64 (Nintendo 64, 1998)
- Legend of the River King / Kawa no Nushi Tsuri 3 (Game Boy, 1999)
- Kawa no Nushi Tsuri (PlayStation)
- Nushi Tsuri 64: Shiokaze ni Notte (Nintendo 64, 2000)
- Legend of the River King 2 / Kawa no Nushi Tsuri 4 (Game Boy Color, 2001)
- Kawa no Nushi Tsuri 5 (Game Boy Advance, 2002)
- River King: A Wonderful Journey / Kawa no Nushi Tsuri: Wonderful Journey (PlayStation 2, 2006)
- Kawa no Nushi Tsuri 3 & 4 (Game Boy Advance, 2006)
- Kawa no Nushi Tsuri: Komorebi no Tani Seseragi no Uta (Nintendo DS, Próximamente)
- Kawa no Nushi Tsuri (PSP, Próximamente)

### Pocky & Rocky / KiKi KaiKai
- Pocky & Rocky / KiKi KaiKai: Nazo no Kuro Manto (Super Nintendo, 1992)
- Pocky & Rocky 2 / KiKi KaiKai: Tukiyozoushi (Super Nintendo, 1994)
- Pocky & Rocky with Becky / KiKi KaiKai Advance (Game Boy Advance, 2001)

### Medabots / Medarot
- Medarot Navi: Kabuto (Game Boy Advance, 2001)
- Medarot Navi: Kuwagata (Game Boy Advance, 2001)
- Medabots AX: Metabee Version (Game Boy Advance, 2002)
- Medabots AX: Rokusho Version (Game Boy Advance, 2002)
- Medarot G (Game Boy Advance, 2002)
- Medarot: Rokusho - Silver - (Game Boy Advance, 2003)
- Medarot: Metabee - Gold - (Game Boy Advance, 2003)
- Medabots: Infinity / Medarot Brave (Nintendo GameCube, 2003)
- Shingata Medarot: Kuwagata Version (Game Boy Advance, 2004)
- Shingata Medarot: Kabuto Version (Game Boy Advance, 2004)

Nota: algunos de los juegos de estas sagas han sido publicados o desarrollados por otras empresas como Pack-In-Video, Imagineer y Marvelous Interactive.